# Jean Ungricht
Jean Ungricht (* 1915 in Zürich; † 1969) war ein Schweizer Psychologe und Dozent für Betriebspsychologie und Berufssoziologie.
Ungricht promovierte und war in den 1960er Jahren Präsident der Schweizerischen Gesellschaft für Psychologie.

## Publikationen
- Jean Ungricht: Berufswahl und Berufsberatung in ihrer individual- und sozialpädagogischen Bedeutung. Juris Verlag, 1946.